# Esquistosomosi
Les esquistosomosis (o bilharziosis) són unes helmintosis causades per diverses espècies de trematodes del gènere Schistosoma.
Tot i que té una taxa de mortalitat baixa, l'esquistosomosi és sovint una malaltia crònica que pot danyar els òrgans interns i, en els nens, perjudicar el creixement i el desenvolupament cognitiu. En la forma d'esquistosomosi de l'aparell urinari, s'associa amb major risc de càncer de bufeta en els adults. L'esquistosomosi és la segona malaltia parasitària més devastadora socioeconòmicament després de la malària.
Aquesta malaltia és més comuna en Àsia, Àfrica i Amèrica del Sud, especialment en àrees on l'aigua conté molts cargols d'aigua dolça, que poden portar el paràsit.
La malaltia afecta moltes persones en els països en desenvolupament, especialment els nens que poden adquirir la malaltia nedant o jugant en aigua infectada. L'OMS inclou l'esquistosomosi a la llista de Malalties tropicals desateses.

## Classificació
Les espècies de Schistosoma que poden infectar els humans:
- Schistosoma mansoni (CIM-10 B65.1) i Schistosoma intercalatum (B65.8) causen esquistosomosi intestinal.
- Schistosoma haematobium (B65.0) causa esquistosomosi urinària.
- Schistosoma japonicum (B65.2) i Schistosoma mekongi (B65.8) causen esquistosomosi intestinal asiàtica.